# کلناک (وویوودینا)
کلناک (به صربی: Klenak) یک منطقهٔ مسکونی در صربستان است که در Ruma municipality واقع شده‌است. کلناک ۳٬۲۴۶ نفر جمعیت دارد.